# روكو غريمالدي
روكو غريمالدي (بالإنجليزية: Rocco Grimaldi)‏ هو لاعب هوكي الجليد أمريكي، ولد في 2 فبراير 1993 في آناهايم في الولايات المتحدة.

## وصلات خارجية
- روكو غريمالدي على موقع دوري الهوكي الوطني (الإنجليزية)
- روكو غريمالدي على موقع EliteProspects.com (الإنجليزية)
- روكو غريمالدي على موقع Eurohockey.com (الإنجليزية)
- روكو غريمالدي على موقع HockeyDB.com (الإنجليزية)
- روكو غريمالدي على موقع Hockey-Reference.com (الإنجليزية)